# Sororat
Le sororat est la pratique du remariage d'un veuf avec une sœur de son épouse, en particulier lorsque cette dernière laisse des enfants en bas âge.